# YIVO
YIVO (jiddisch: ייִוואָ), forkortelse for ייִדישער װיסנשאַפֿטלעכער אינסטיטוט (Yidisher Visnshaftlekher Institut, Jiddische Videnskabelige Institut), er den mest betydende organisation indenfor forskning i jiddisch sprog og kultur. YIVO blev grundlagt ved et møde 1925 i Berlin mellem jødiske intellektuelle, blandt dem Max Weinreich og Zalman Reisen. YIVO havde sit første kontor i Vilnius i Litauen – den første tid i Weinreichs lejlighed.
Lige fra begyndelsen begyndte de at indsamle tekster, talemåder, bøger og forskellig viden om jiddisch og den jødiske kultur. Tidlig blev der også i YIVO oprettet kontorer med forskellige opgaver. Inden for få år havde YIVO også skabt afdelinger andre steder i verden: Berlin, Warszawa, New York og Buenos Aires. Da den tyske hær erobrede Vilnius i 1941, blev YIVO tvunget til at flytte hovedkvarteret til New York. En af de vigtigste opgaver for YIVO har været en standardisering af transskription mellem jiddisch og engelsk og etablering af en fælles stavemåde gennem ordbøger.